# Аллассак
Алласса́к (фр. Allassac, окс. Alaçac) — коммуна во Франции, находится в регионе Лимузен. Департамент — Коррез. Входит в состав кантона Донзнак. Округ коммуны — Брив-ла-Гайярд.
Код INSEE коммуны — 19005.
Коммуна расположена приблизительно в 410 км к югу от Парижа, в 70 км южнее Лиможа, в 23 км к западу от Тюля.

## Население
Население коммуны на 2008 год составляло 3715 человек.
| 1962 | 1968 | 1975 | 1982 | 1990 | 1999 | 2008 |
| ---- | ---- | ---- | ---- | ---- | ---- | ---- |
| 3619 | 3448 | 3474 | 3532 | 3379 | 3367 | 3715 |

## Администрация
| Период | Период | Фамилия        | Партия                  | Примечания                                 |
| ------ | ------ | -------------- | ----------------------- | ------------------------------------------ |
| 1981   | 1983   | Фернан Женест  |                         | пенсионер                                  |
| 1983   | 1995   | Мишель Сансье  |                         | перевозчик                                 |
| 1995   |        | Жильбер Фронти | Социалистическая партия | школьный учитель, член генерального совета |

## Экономика
В 2007 году среди 2220 человек в трудоспособном возрасте (15-64 лет) 1662 были экономически активными, 558 — неактивными (показатель активности — 74,9 %, в 1999 году было 69,7 %). Из 1662 активных работали 1545 человек (847 мужчин и 698 женщин), безработных было 117 (56 мужчин и 61 женщина). Среди 558 неактивных 164 человека были учениками или студентами, 201 — пенсионерами, 193 были неактивными по другим причинам.

## Достопримечательности
- Здание бывшей школы Тур (XV—XVI века). Памятник истории с 1993 года[3]
- Башня Сезар (XII век). Памятник истории с 1949 года[4]
- Старый мост Сайан через реку Везер (XVI век). Памятник истории с 1969 года[5]
- Церковь Усекновения главы Св. Иоанна Крестителя (XII век). Памятник истории с 1914 года[6]

## Фотогалерея

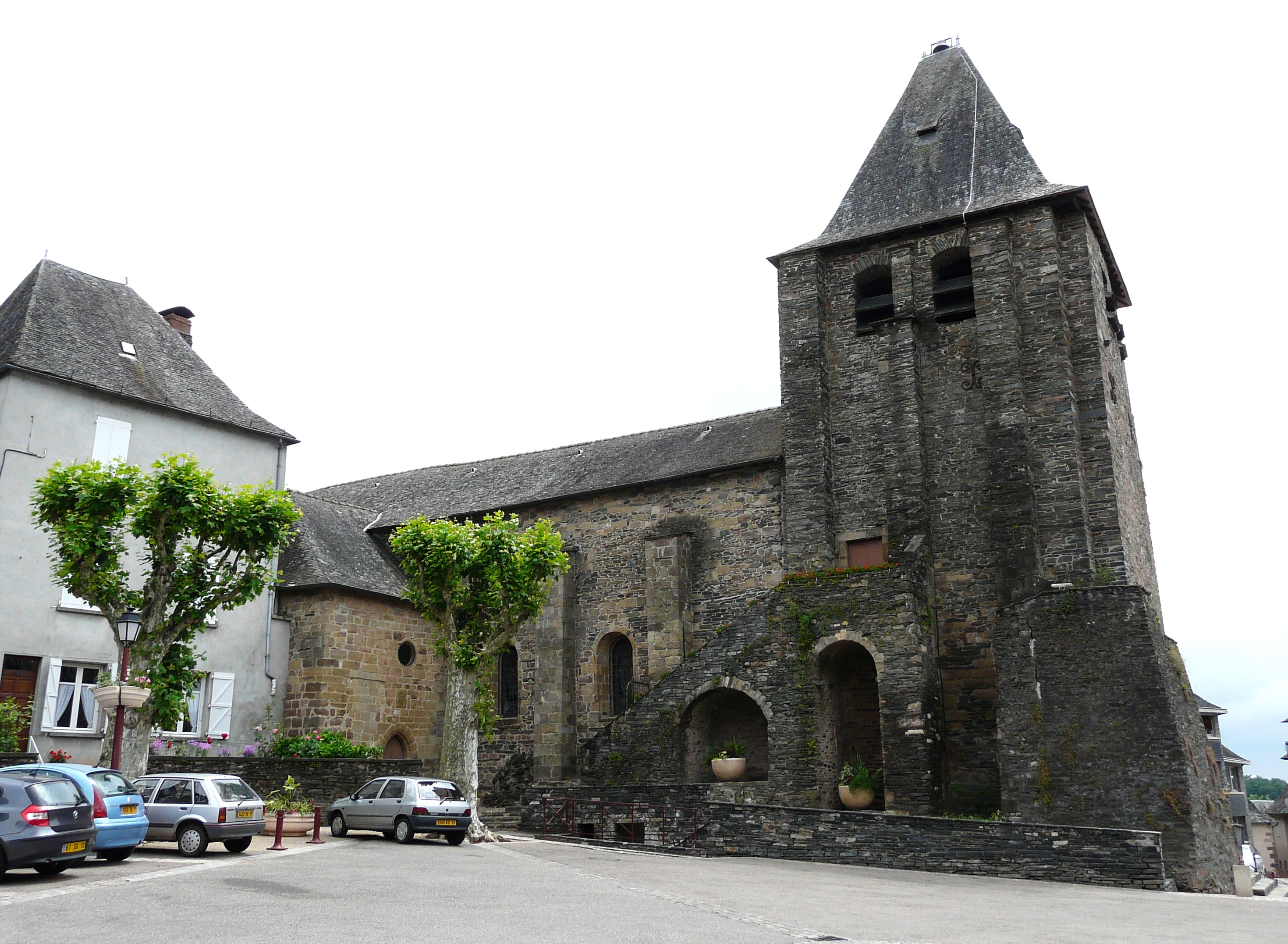
Церковь Усекновения главы Св. Иоанна Крестителя
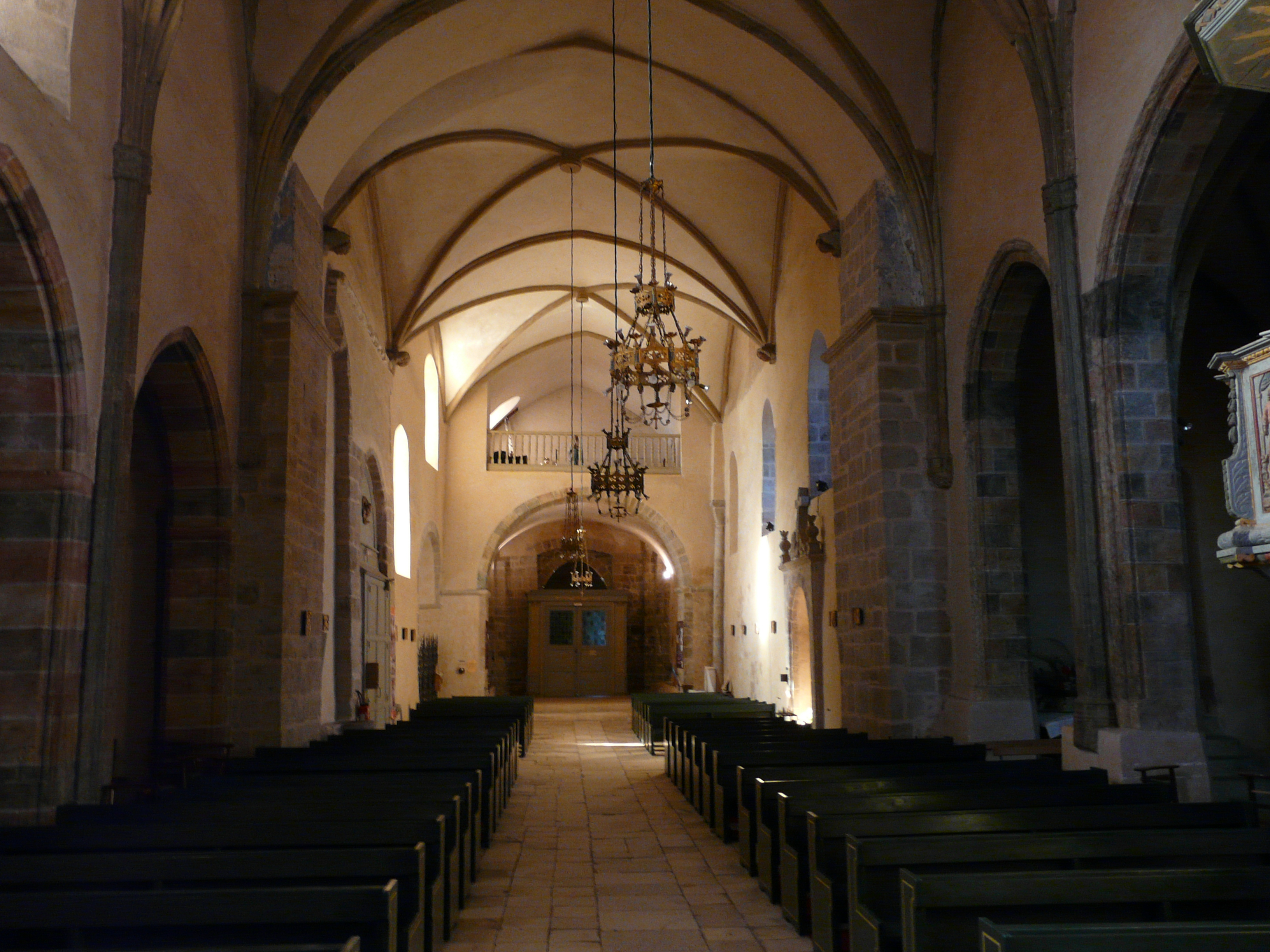
Интерьер церкви Усекновения главы Св. Иоанна Крестителя
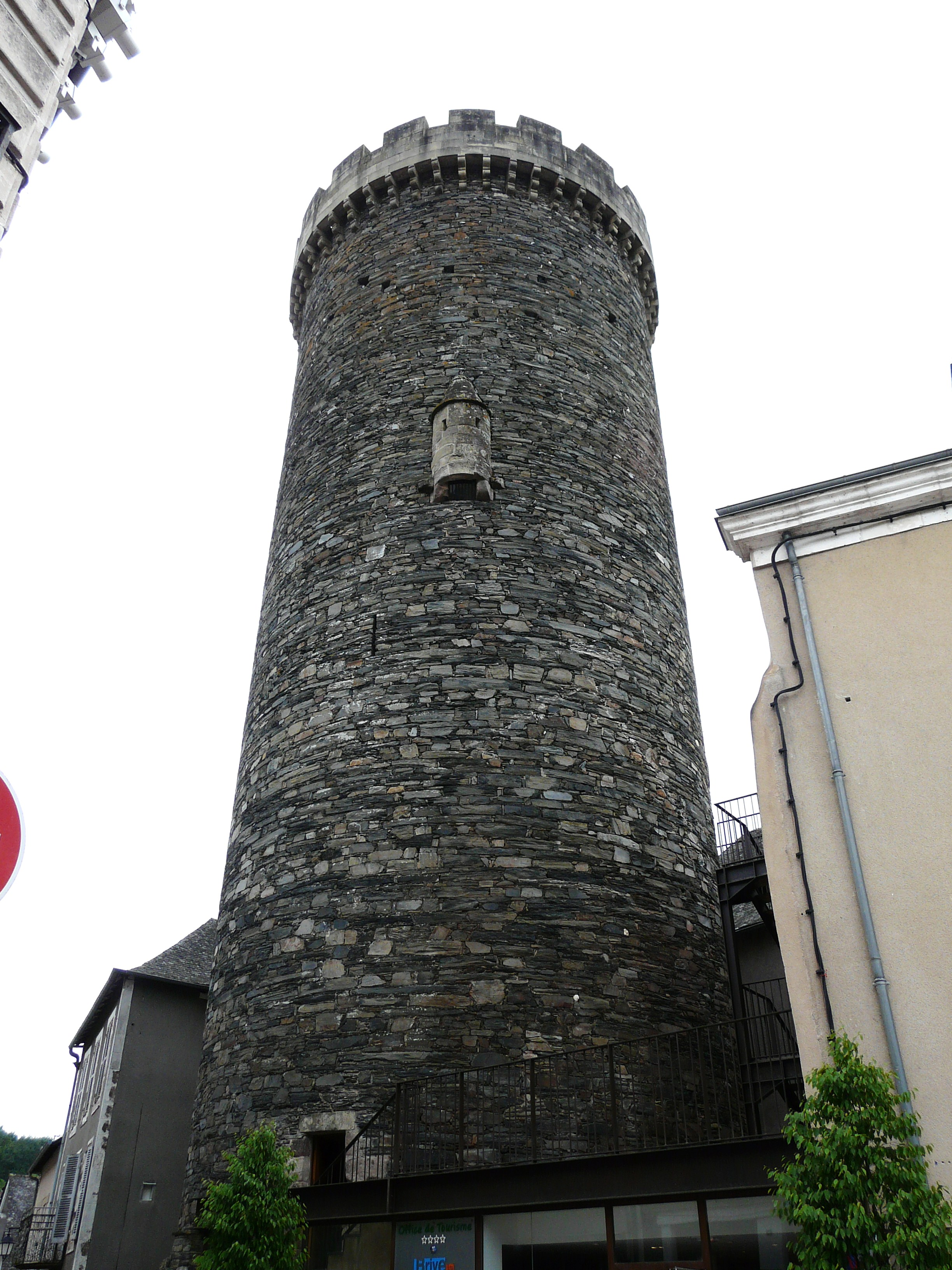
Башня Сезар
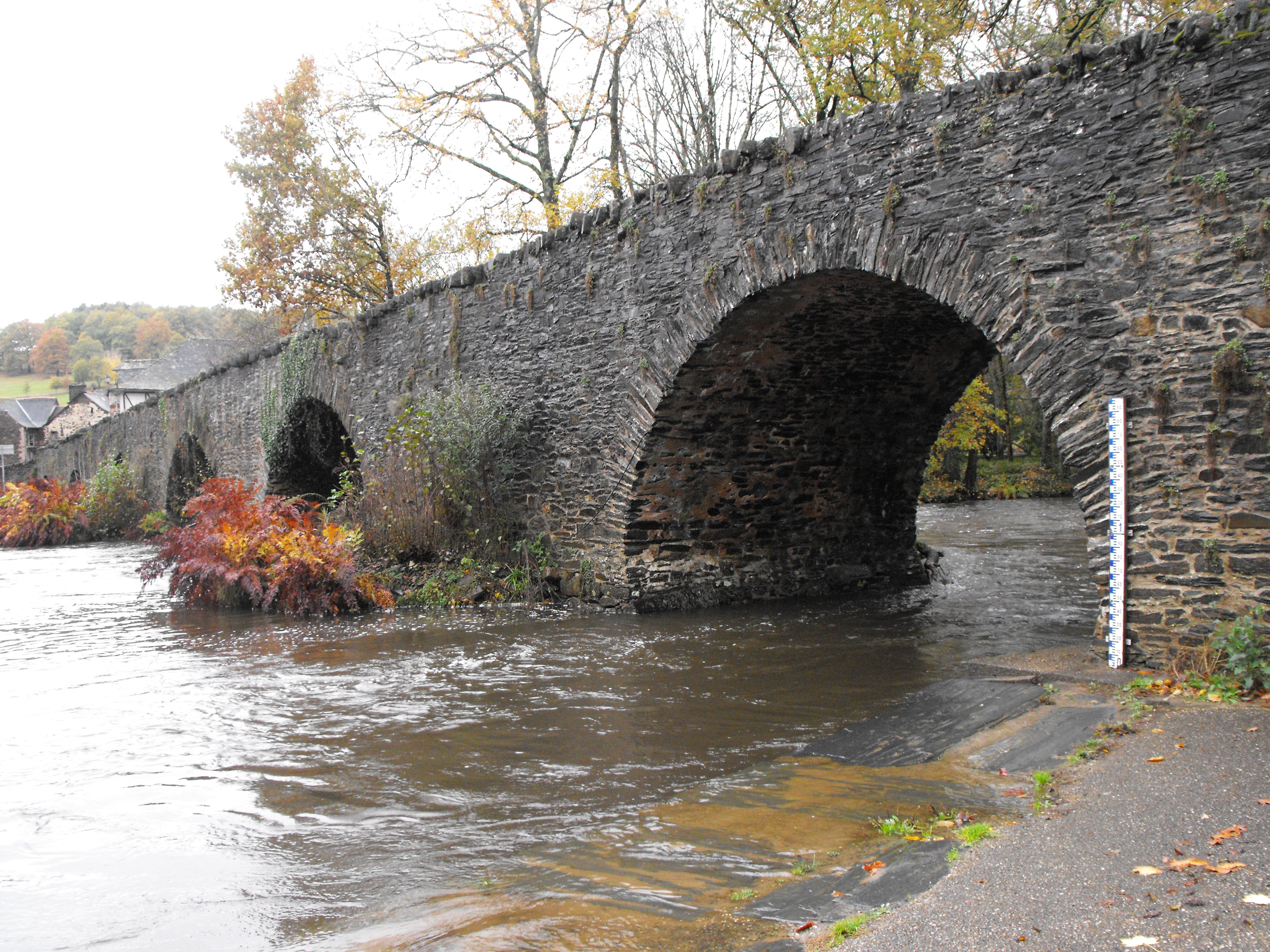
Мост Сайан
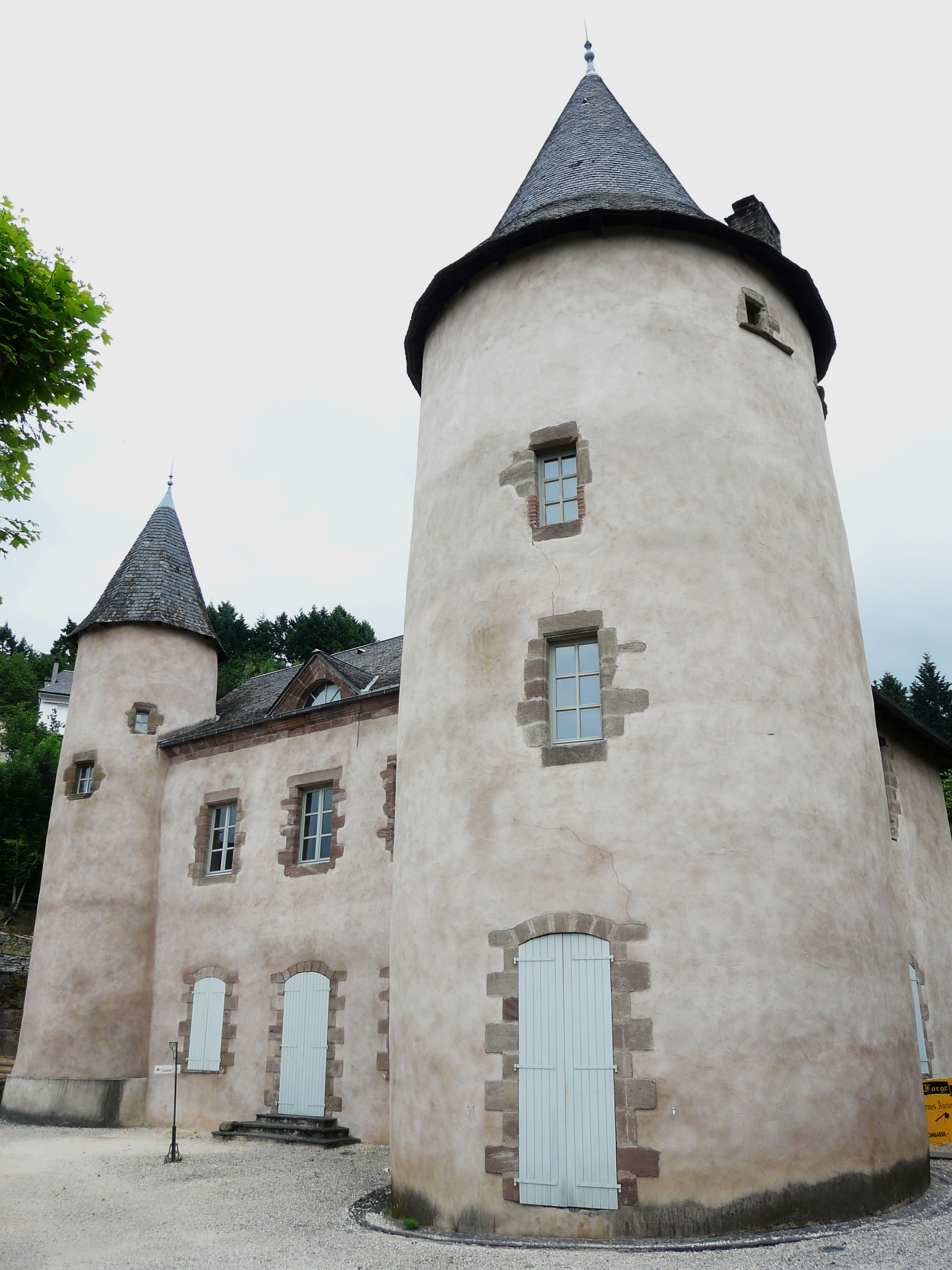
Здание бывшей школы Тур